# Ігісола
Ігісо́ла (рос. Игисола, марій. Эҥыжсола) — присілок у складі Куженерського району Марій Ел, Росія. Входить до складу Юледурського сільського поселення.

## Населення
Населення — 137 осіб (2010; 161 у 2002).
Національний склад (станом на 2002 рік):
- марійці — 100 %